# Diktatoren
 For alternative betydninger, se The Dictator. (Se også artikler, som begynder med The Dictator)
|  | For Sacha Baron Cohens film af samme navn, se Diktatoren (film fra 2012) |
Diktatoren (org. The Great Dictator) er en amerikansk film fra 1940 af Charlie Chaplin. Filmen er en dramatisk komedie med klare referencer til den sene mellemkrigstid i Nazi-Tyskland.

## Rolleliste (udvalg)
- Charlie Chaplin – Adenoid Hynkel (Tomanias diktator) / En jødisk barberer
- Paulette Goddard – Hannah
- Jack Oakie – Benzini Napaloni (Bacterias diktator)
- Reginald Gardiner – Kommandør Schultz
- Henry Daniell – Herr Garbitsch
- Billy Gilbert – Feltmarshal Herring
- Grace Hayle – Madame Napaloni
- Torben Meyer - mindre rolle som kunde i barbersalon

## Priser
Diktatoren blev nomineret til 5 Oscars, herunder en Oscar for bedste film og en Oscar for bedste mandlige hovedrolle. 
Filmen blev i 1997 optaget i USA's National Film Registry under Library of Congress i anerkendelse af filmens "kulturelle, historiske og æstetiske betydning".

## Eksterne Henvisninger
- Diktatoren på Internet Movie Database (engelsk)
- Diktatoren på Filmdatabasen
- Diktatoren på Scope
- Diktatoren i Svensk Filmdatabas (svensk)
- Diktatoren på AlloCiné (fransk)
- Diktatoren på MovieMeter (nederlandsk)
- Diktatoren på AllMovie (engelsk)
- Diktatoren hos American Film Institute (engelsk)
- Diktatoren hos British Film Institute (engelsk)
- Diktatorens profil hos Encyclopædia Britannica Online (engelsk)

- Wikimedia Commons har flere filer relateret til Diktatoren